# Roguelike

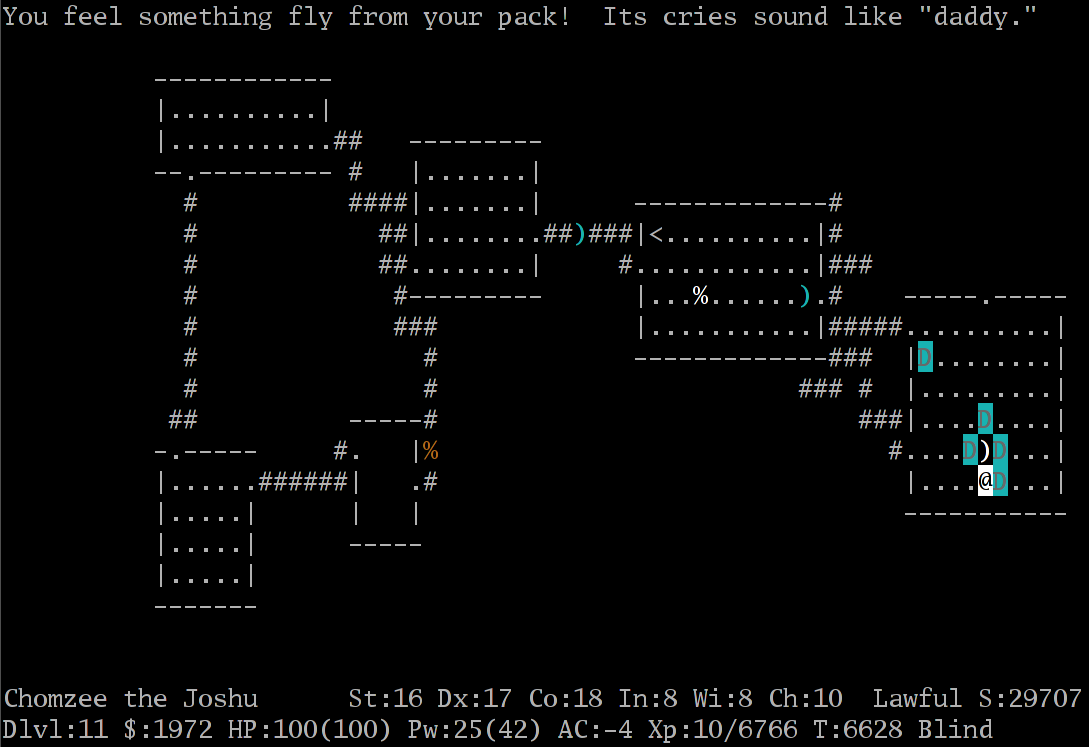
Zrzut ekranowy gry z gatunku roguelike – Nethack

Roguelike – rodzaj gry komputerowej, która z założenia ma być podobna do Rogue.

## Rogue
Rogue jest grą opracowaną w instytucie Berkeley na systemy uniksowe w roku 1980. Gracz porusza się po przedstawionym w trybie tekstowym ciągu pokojów i korytarzy, walcząc z potworami, zbierając skarby i usiłując odnaleźć legendarny Amulet Yendoru. Mechanika gry została luźno oparta na systemie Dungeons & Dragons.

## Charakterystyka
Gry roguelike należą do taktycznych gier RPG. Cechą charakterystyczną gier roguelike jest znaczna losowość świata. Wszelkie lochy, potwory, skarby, miasta, a nawet imiona NPC są najczęściej generowane losowo w każdej rozgrywce. Kolejną ważną cechą tego gatunku jest rozłożenie postaci i przedmiotów na siatce, zazwyczaj kwadratowej, przypominając szachy. W klasycznych grach plansza jest prezentowana w trybie tekstowym; w obecnie popularnych grach jest to zazwyczaj prosta grafika kafelkowa. Rozgrywka toczy się zwykle w trybie turowym. Naciśnięcie pojedynczego klawisza pozwala na przesunięcie postaci gracza na sąsiednie pole lub zaatakowanie znajdującego się tam przeciwnika. Podobnie proste kombinacje klawisze pozwalają na wykonanie innych czynności, na przykład rzucanie czarów lub korzystanie z przedmiotów. Interfejs ten powoduje, że doświadczony gracz jest w stanie grać w nie bardzo szybko. Tradycyjnie, w roguelike śmierć postaci gracza kończy rozgrywkę, bez możliwości powrotu do ostatnio zapisanego stanu gry. Fani gier roguelike uważają, że opcja zapisu gry służy tylko do przerwania gry, a wykorzystanie jej w inny sposób jest postrzegane jako sprzeczne z zasadami gry. W części gier zapisany stan gry jest kasowany, jednak większość popularnych gier roguelike pozwala na złagodzenie tej zasady.

## Historia
Gra Rogue była popularna na uniwersyteckich systemach komputerowych, prowadząc do powstania wielu podobnych gier. W roku 1993 w sieci USENET powstała specjalna kategoria „roguelike”. Cechą wspólną, która wyróżniała te gry, był sposób sterowania postacią; ze względu na trudności z nazwaniem tego sposobu sterowania wybrana została nazwa „roguelike”, od gry, która wprowadziła takie sterowanie. Wczesne gry roguelike były w większości niekomercyjne -- były tworzone jako projekty pasjonackie, rozwijane przez społeczność graczy. Uboga warstwa graficzna w połączeniu ze stosunkowo skomplikowaną obsługą i złożonością gry sprawiała, że nie była to popularna odmiana gier. Początkujących graczy zniechęcajały też często dość złożone zasady, trudność rozgrywki oraz często wysoka śmiertelność postaci gracza. Roguelike miało jednak grupę fanów, którzy uważają, że brak grafiki sprzyja rozwojowi wyobraźni, a świat gier roguelike przewyższa znacznie inne gry komputerowe ilością składników (rodzajów zaklęć, broni, potworów itp.) oraz interakcji między nimi. Fani ci dołączali do projektów, tworząc nowe gry roguelike i ulepszenia gier interesujących. Ten proces rozwoju spowodował, że gry te w niektórych aspektach przewyższały komercyjne gry RPG z tego czasu (znaczny sposób skomplikowania świata, ciekawa rozgrywka), i znacząco się od nich różniły (nacisk na trudność i regrywalność, uboga warstwa graficzna). Te różnice często były wymieniane w definicjach gatunku; w roku 2008 powstała tzw. interpretacja berlińska (Berlin Interpretation), która wymieniała aspekty przyciągające fanów tego gatunku.

## Podgatunki
Obecnie strona RogueBasin wymienia ponad 700 gier tego gatunku. Można wyróżnić następujące podgatunki. Nie wszystkie gry podpadają pod jeden z tych gatunków; niektóre należą do kilku.
Hacklike: gry zainspirowane grą NetHack: Ancient Domains of Mystery, Valhalla, Iter Vehemens ad Necem, PRIME. Gry te zazwyczaj cechuje skomplikowana interakcja między elementami, nacisk na odkrywanie sekretów, poziomy mieszczące się na 1 ekranie (standardowo 80x25), możliwość powrotu do wcześniej odwiedzonych miejsc.
Band: warianty gry Angband i inne gry zainspirowane. W przeciwieństwie do hacklike, reguły tych gier są prostsze, a poziomy mają większy rozmiar. Jeśli wracamy na wcześniej odwiedzony poziom, jest on regenerowany.
Gry z otwartym światem: w tych grach poruszamy się po powierzchni, w przeciwieństwie do Rogue, którego świat składa się z jednego podziemia. Większy nacisk na wykonywanie zadań. Przykłady: Omega, Ancient Domains of Mystery, Tales of Maj'Eyal, Caves of Qud.
Puzzle roguelike: klasycznie roguelike jest podgatunkiem RPG; w tych grach nacisk na elementy RPG jest mniejszy, zastąpiony większym naciskiem na taktykę. Przykłady: Hoplite, 868-HACK.
Survival roguelike: te gry nie mają ustalonego celu -- poruszamy się po otwartym świecie i chcemy przeżyć. Przykłady: UnReal World, Dwarf Fortress (w trybie przygody), Cataclysm Dark Days Ahead, Soulash.
Wśród popularnych gier roguelike nie podpadających ściśle pod powyższe kategorie można wymienić Dungeon Crawl Stone Soup, Brogue i Shattered Pixel Dungeon.

## Popularność w Polsce
Gry roguelike były stosunkowo popularne w Polsce. Wiele z nich jest tworzonych przez polskich twórców, przykładowo DoomRL, Jupiter Hell, HyperRogue, Soulash, KeeperRL.

## Wpływ na inne gatunki
Gry roguelike bywają inspiracją dla gier innych gatunków, na przykład gry Diablo, która, podobnie jak one, wykorzystuje losowość w generowaniu świata. Według oryginalnego projektu Diablo miało być typową grą gatunku roguelike; twórcy uznali jednak, że zrezygnują z gry turowej. W pozostałych aspektach gra ta jest bardzo podobna, aczkolwiek fani gatunku preferują klasyczne, turowe gry roguelike, pozwalające zarówno na szybką rozgrywkę, jak i złożoność podejmowania decyzji. Wysoko zainspirowana grami roguelike jest również gra Minecraft.
Gra Spelunky jest grą platformową w losowym świecie. Gra The Binding of Isaac jest grą akcji w stylu Legend of Zelda, w ktorej układ pokojów jest losowy. W obu grach śmierć postaci oznacza powrót do początku; gry te wskazywały gry roguelike jako inspirację. Popularność tych gier sprawiła, że słowo roguelike stało się modnym hasłem, używanym do reklamowania ogólnie gier umieszczające elementy losowości i trwałej śmierci postaci w innych gatunkach; z czasem te elementy są coraz bardziej rozmywane, używanych wobec gier wysoce niepodobnych do oryginalnej gry Rogue. Utrudnia to znalezienie i promocję wciąż tworzonych gier roguelike w oryginalnym znaczeniu, czyli taktycznych RPG z jedną postacią.